# وزارة شؤون المرأة (تونس)
وزارة المرأة والأسرة والطفولة وكبار السن هي وزارة تونسية مسؤولة عن شؤون المرأة والأسرة والطفولة وكبار السن في البلاد.

## المهام
تتمثل مهمة شؤون المرأة في:
- تنفيذ سياسة الحكومة التونسية في مجالات المرأة والأسرة والطفولة.
- إيلاء العناية الخاصة بالمرأة والأسرة والطفولة ذات الحاجيات الخصوصية.
- تقديم خدمات إعلامية تتعلق بالمرأة والأسرة والطفولة.
- القيام بالبحوث والدراسات في مجالات المرأة والأسرة والطفولة.
- الإشراف على المؤسسات التي تعمل في مجالات المرأة والأسرة والطفولة.

## المؤسسات تحت الإشراف
تشرف وزارة شؤون المرأة على المؤسسات التالية:
- مركز البحوث والدراسات والتوثيق والاعلام حول المرأة (الكريديف)
- المركز الوطني للإعلامية الموجهة للطفل
- مرصد الإعلام والتكوين والتوثيق والدراسات حول حماية حقوق الطفل
- المعهد العالي لإطارات الطفولة

## قائمة الوزراء
| الوزير | الوزير                               | الحزب | الحزب                      | الحكومة                                                | تواريخ العهدة  | تواريخ العهدة  |
| ------ | ------------------------------------ | ----- | -------------------------- | ------------------------------------------------------ | -------------- | -------------- |
|        | فتحية مزالي (الأسرة والنهوض بالمرأة) |       | الحزب الاشتراكي الدستوري   | حكومة محمد مزالي                                       | 1 نوفمبر 1983  | 23 يونيو 1986  |
|        | نزيهة مزهود (شؤون المرأة والأسرة)    |       | التجمع الدستوري الديمقراطي | حكومة حامد القروي                                      | 6 أغسطس 1993   | 27 مارس 1995   |
|        | نزيهة زروق                           |       | التجمع الدستوري الديمقراطي | حكومة حامد القروي حكومة محمد الغنوشي الأولى            | 27 مارس 1995   | 8 أكتوبر 2001  |
|        | نزيهة بن يدر                         |       | التجمع الدستوري الديمقراطي | حكومة محمد الغنوشي الأولى                              | 8 أكتوبر 2001  | 11 نوفمبر 2004 |
|        | سلوى العياشي اللبان                  |       | التجمع الدستوري الديمقراطي | حكومة محمد الغنوشي الأولى                              | 11 نوفمبر 2004 | 3 سبتمبر 2007  |
|        | سارة كانون الجراية                   |       | التجمع الدستوري الديمقراطي | حكومة محمد الغنوشي الأولى                              | 3 سبتمبر 2007  | 14 يناير 2010  |
|        | بابية الشيحي                         |       | التجمع الدستوري الديمقراطي | حكومة محمد الغنوشي الأولى                              | 14 يناير 2010  | 17 يناير 2011  |
|        | ليليا العبيدي                        |       | مستقلة                     | حكومة محمد الغنوشي الثانية حكومة الباجي قايد السبسي    | 17 يناير 2011  | 24 ديسمبر 2011 |
|        | سهام بادي                            |       | المؤتمر من أجل الجمهورية   | حكومة حمادي الجبالي حكومة علي العريض                   | 24 ديسمبر 2011 | 29 يناير 2014  |
|        | صابر بوعطي                           |       | مستقل                      | حكومة مهدي جمعة                                        | 29 يناير 2014  | 6 فبراير 2015  |
|        | سميرة مرعي                           |       | آفاق تونس                  | حكومة الحبيب الصيد                                     | 6 فبراير 2015  | 27 اغسطس 2016  |
|        | نزيهة العبيدي                        |       | مستقلة                     | حكومة يوسف الشاهد                                      | 27 اغسطس 2016  | 27 فبراير 2020 |
|        | أسماء السحيري                        |       | مستقلة                     | حكومة إلياس الفخفاخ                                    | 27 فبراير 2020 | 2 سبتمبر 2020  |
|        | إيمان الزهواني هويمل                 |       | مستقلة                     | حكومة هشام المشيشي                                     | 2 سبتمبر 2020  | 11 أكتوبر 2021 |
|        | آمال بلحاج موسى                      |       | مستقلة                     | حكومة نجلاء بودن حكومة أحمد الحشاني حكومة كمال المدوري | 11 أكتوبر 2021 | 25 أغسطس 2024  |
|        | أسماء جابري                          |       | مستقلة                     | حكومة كمال المدوري حكومة سارة الزعفراني                | 25 أغسطس 2024  | الآن           |

## روابط خارجية
- الموقع الرسمي للوزارة.